# Gustavo Lema
Gustavo Alberto Lema (Buenos Aires, Argentina, 1 de noviembre de 1968) es un exjugador y entrenador de fútbol argentino. Actualmente se encuentra sin club.  

## Carrera como jugador
Nacido en Buenos Aires, Lema hizo inferiores en Ferro Carril Oeste y River Plate. Sin embargo, inició su carrera profesional en Douglas Haig y luego continuó su carrera en Huracán, Lanús y Almirante Brown.En 1995, se marchó a México para jugar en el Zacatepecy más tarde volvió a la Argentina para jugar en All Boys, San Martín de Tucumán, Quilmes, Gimnasia y Esgrima de Jujuy y Tristán Suárez.A partir de una serie de lesiones, se retiró en el 2003 en Unión de Santa Fe.

## Carrera como entrenador
Lema comenzó su carrera como asistente técnico de Antonio Mohamed en 2007 y lo acompañó en Veracruz, Colón, Independiente, Xolos de Tijuana, Huracán, América, Monterrey (en dos etapas), Celta de Vigo, Atlético Mineiro y Pumas.
El 12 de diciembre de 2023, fue confirmado como entrenador de Pumas de la UNAM luego de la renuncia de Mohamed.En febrero de 2025, fue relevado de sus funciones después de una serie de malos resultados en el Clausura 2025.

## Clubes

### Como jugador
| Club              | País      | Año       |
| ----------------- | --------- | --------- |
| Douglas Haig      | Argentina | 1991-1992 |
| Huracán           | Argentina | 1992-1993 |
| Lanús             | Argentina | 1993-1994 |
| Almirante Brown   | Argentina | 1994-1995 |
| Zacatepec         | México    | 1995-1996 |
| All Boys          | Argentina | 1996-1997 |
| San Martín        | Argentina | 1997-1998 |
| Quilmes           | Argentina | 1998-2000 |
| Gimnasia de Jujuy | Argentina | 2000-2001 |
| Los Andes         | Argentina | 2001      |
| Tristán Suárez    | Argentina | 2002-2003 |
| Unión de Santa Fe | Argentina | 2003      |

### Como asistente técnico
| Club             | País      | Año       |
| ---------------- | --------- | --------- |
| Tiburones Rojos  | México    | 2007-2008 |
| Colón            | Argentina | 2008-2010 |
| Independiente    | Argentina | 2010-2011 |
| Club Tijuana     | México    | 2011-2013 |
| Huracán          | Argentina | 2013      |
| Club América     | México    | 2014      |
| Monterrey        | México    | 2015-2018 |
| Celta de Vigo    | España    | 2018      |
| Huracán          | Argentina | 2019      |
| Monterrey        | México    | 2019-2020 |
| Atlético Mineiro | Brasil    | 2022      |
| Pumas de la UNAM | México    | 2023      |

### Como entrenador
| Club             | País   | Año       |
| ---------------- | ------ | --------- |
| Pumas de la UNAM | México | 2023-2025 |

## Estadísticas como entrenador
| Equipo              | Div.  | Temporada | Liga | Liga | Liga | Liga | Liga |    | Copa | Copa | Copa | Copa |   | Internacional | Internacional | Internacional | Internacional | Internacional |   | Otros | Otros | Otros | Otros |    | Totales     | Totales | Totales | Totales | Totales | Totales | Totales | Totales |
| Equipo              | Div.  | Temporada | PD   | G    | E    | P    | Pos. | PD | G    | E    | P    | PD   | G | E             | P             | Pos.          | PD            | G             | E | P     | PD    | G     | E     | P  | Rendimiento | GF      | GC      | Dif.    |         |         |         |         |
| ------------------- | ----- | --------- | ---- | ---- | ---- | ---- | ---- | -- | ---- | ---- | ---- | ---- | - | ------------- | ------------- | ------------- | ------------- | ------------- | - | ----- | ----- | ----- | ----- | -- | ----------- | ------- | ------- | ------- | ------- | ------- | ------- | ------- |
| Pumas UNAM · México | 1.ª   | 2024-C    | 20   | 7    | 8    | 5    | 1/4  | -  | -    | -    | -    | -    | - | -             | -             | -             | -             | -             | - | -     | 20    | 7     | 8     | 5  | 48.33%      | 29      | 26      | +3      |         |         |         |         |
| Pumas UNAM · México | 1.ª   | 2024-A    | 19   | 9    | 4    | 6    | 1/4  | -  | -    | -    | -    | 4    | 1 | 1             | 2             | 1/8           | -             | -             | - | -     | 23    | 10    | 5     | 8  | 50.73%      | 29      | 27      | +2      |         |         |         |         |
| Pumas UNAM · México | 1.ª   | 2025-C    | 8    | 3    | 2    | 3    | Inc. | -  | -    | -    | -    | 2    | 1 | 0             | 1             | Inc.          | -             | -             | - | -     | 10    | 4     | 2     | 4  | 46.67%      | 13      | 13      | +0      |         |         |         |         |
| Pumas UNAM · México | Total | Total     | 47   | 19   | 14   | 14   | -    | -  | -    | -    | -    | 6    | 2 | 1             | 3             | -             | -             | -             | - | -     | 53    | 21    | 15    | 17 | 49.05%      | 71      | 66      | +5      |         |         |         |         |
| 1. 2.               |       |           |      |      |      |      |      |    |      |      |      |      |   |               |               |               |               |               |   |       |       |       |       |    |             |         |         |         |         |         |         |         |

#### Resumen estadístico
| Competición                      | Partidos | Ganados | Empatados | Perdidos | Rendimiento | Mejor resultado  |
| -------------------------------- | -------- | ------- | --------- | -------- | ----------- | ---------------- |
| Liga MX                          | 47       | 19      | 14        | 14       | 50.36%      | Cuartos de final |
| Liga de Campeones de la Concacaf | 2        | 1       | 0         | 1        | 50%         | Primera ronda    |
| Leagues Cup                      | 4        | 1       | 1         | 2        | 33.33%      | Octavos de final |
| TOTAL                            | 53       | 21      | 15        | 17       | 49.05%      | Sin títulos      |